# René Evald
René Evald (Copenaghen, 1º febbraio 1951) è un cantante, chitarrista e compositore danese.
Dal 1971 al 1979 è stato membro del gruppo country rock Buffalo. Dal 1979 al 1984 ha fatto parte del gruppo rock blues Big Mama.
Nel 2008 ha pubblicato l'album Copenhagen Time con l'etichetta discografica BackUp Music.

## Discografia

### Con i Buffalo
- Buffalo (1975)
- Shut Up'n Play (1976)
- Back On The Trail (1979)

### Con i Big Mama
- Big Mama (1981)
- Gul Feber (1983)

### Con Evald & Littauer
- For Your Love (1990)
- Sealands (1992)

### Solista
- Bellevue (2006)
- Copenhagen Time (2008)

### Raccolte
- Songs and Tunes from Denmark 1993 (1993)
- Folk & Roots Music from Denmark 2009